# Książki
Książki è un comune rurale polacco del distretto di Wąbrzeźno, nel voivodato della Cuiavia-Pomerania.
Ricopre una superficie di 86,54 km² e nel 2005 contava 4 480 abitanti.